# ЭЦ-ЕМ
ЭЦ-ЕМ — Микропроцессорная централизация (МПЦ) стрелок и сигналов, разработанная в России предприятием "Радиоавионика".
На современном этапе развития представляет собой ЭЦ на элементной базе, в которой все зависимости (установка, отмена, размыкание маршрутов при проследовании поезда и т. д.) выполнены программным способом с соблюдением высокого уровня безопасности, а управление напольным оборудованием (стрелки, светофоры, рельсовые цепи, кодирование участков и др.) выполняется при помощи интерфейсных реле.
По состоянию на ноябрь 2009 года на сети железных дорог России работает свыше 60 комплектов ЭЦ-ЕМ, в том числе ЭЦ-ЕМ станции Бологое-Московское Октябрьской дороги - самая крупная микропроцессорная централизация в России (свыше 200 стрелок).